# Anthony Creighton
Anthony Creighton, né en 1922 et mort le 22 mars 2005, est un acteur et écrivain britannique, connu particulièrement pour avoir co-écrit la pièce Epitaph for George Dillon avec John Osborne.